# 사원제법도
사원제법도(일본어: 寺院諸法度)는 일본 에도 막부가 승려의 통제를 목적으로 불교 교단에 대하여 제정한 법령의 총칭이다. 정해진 명칭은 없으며 문헌에 따라서 제종사원법도(일본어: 諸宗寺院法度), 제종제보산법도(일본어: 諸宗諸本山法度)로도 불린다. 

## 개요
유학, 특히 주자학(朱子学)을 중시하는 정책을 편 에도 막부였지만, 한편으로는 사찰 소유의 영지를 인정해주고 가람 정비도 추진하였는데, 그와 동시에 승려의 통제를 꾀하고자 각 종파의 승려에 대해 사원제법도를 설정하였다. 선종의 경우 다음과 같은 법령들이 발령되었다.
1. 조동종 법도(曹洞宗法度, 1612년)
2. 칙허 자의(紫衣)의 법도(勅許紫衣之法度, 1613년)
3. 오산십찰제산 법도(五山十刹諸山法度, 1615년, 이하 같다)
4. 묘신지 법도(妙心寺法度)
5. 에이헤이지 법도(永平寺法度)
6. 다이토쿠지 법도(大徳寺法度)
7. 소지지 법도(総持寺法度)

순서대로 발호되었다. 
오산십찰제산 법도에 의해 종래의 '(로쿠온) 승록(僧錄)', '음량직(蔭凉職)'은 폐지되었고, 1619년 에도에 곤치인(金地院) 승록이 새로 설치되어, '흑의재상'이라 불리던 이신 스덴(以心崇伝)이 그 지위에 임명되었다. 당초에는 이 새로운 승록을 통해 선종 전체를 통제하려 하였으나, 통솔은 오산파에만 그쳤다. 
스덴이 죽은 뒤인 1635년, 지샤부교(寺社奉行)가 설치되자 사원의 관장은 지샤부교의 역할로 넘어갔고, 승록의 권한은 더욱 축소되었다. 기본적으로는 오산파의 촉두(触頭)를 관장 직무로 삼는 것이었다. 
그 뒤 1665년이 되어 간몬 인지(寛文印知)에 의한 사찰 소유 영지에 대한 안도와 맞물려 모든 불교 종파 ・ 사원 ・ 승려를 대상으로 하는 공통된 제종사원법도(諸宗寺院法度)를 도입하였다. 